# Kazimierz Kruczalak
Kazimierz Kruczalak (ur. 1934, zm. 2002) – polski prawnik, profesor doktor habilitowany nauk prawnych, specjalista w zakresie prawa cywilnego, prawa prywatnego międzynarodowego i prawa handlowego. Niegdyś kierownik Katedry Prawa Handlowego i Międzynarodowego Prawa Prywatnego na Uniwersytecie Gdańskim oraz Katedry Prawa Prywatnego Międzynarodowego na Katolickim Uniwersytecie Lubelskim.

## Życiorys
W 1972 na Wydziale Prawa i Administracji Uniwersytetu Śląskiego na podstawie napisanej pod kierunkiem Mieczysława Sośniaka rozprawy pt. Roszczenia związane ze śmiercią poszkodowanego (art. 446 k.c.) otrzymał stopień naukowy doktora nauk prawnych w zakresie prawa, specjalność: prawo. W 1973 został zatrudniony na Wydziale Prawa i Administracji Uniwersytetu Gdańskiego. W 1982 na Wydziale Prawa i Administracji Uniwersytetu im. Adama Mickiewicza w Poznaniu na podstawie rozprawy "Niemożliwość świadczenia w prawie zobowiązań" uzyskał stopień doktora habilitowanego. W tym samym roku wszedł w skład tzw. egzekutywy Komitetu Uczelnianego PZPR na Uniwersytecie Gdańskim. W 1990 nadano mu tytuł naukowy profesora nauk prawnych.
Został kierownikiem Katedry Prawa Handlowego i Międzynarodowego Prawa Prywatnego na Wydziale Prawa i Administracji Uniwersytetu Gdańskiego, a także Katedry Prawa Prywatnego Międzynarodowego na Wydziale Prawa, Prawa Kanonicznego i Administracji Katolickiego Uniwersytetu Lubelskiego Jana Pawła II. Był także zatrudniony w Instytucie Morskim w Gdańsku.
Był członkiem Komitetu Nauk Prawnych Polskiej Akademii Nauk.

## Wybrane publikacje
- Prawo handlowe: zarys wykładu (2004)
- Zarys prawa handlowego (2004)
- Umowy i inne czynności handlowe (2002)
- Prawo handlowe dla ekonomistów (2002)
- Zarys międzynarodowego prawa prywatnego: część ogólna (2001)
- Umowy w obrocie handlowym krajowym i międzynarodowym: komentarz, wzory, objaśnienia (2000)
- Spółki handlowe (1998)
- Factoring i jego gospodarcze zastosowanie (1997)
- Spółka z ograniczoną odpowiedzialnością: tekst ustawy z objaśnieniami zmian legislacyjnych, wprowadzeniem i komentarzem (1997)
- Leasing i jego gospodarcze zastosowanie (1991, 1993, 1996)
- Umowy w obrocie krajowym i międzynarodowym: komentarz, wzory, objaśnienia (1996)
- Prawo podmiotów gospodarczych: wybór źródeł z objaśnieniami (1996)
- Problematyka prawna papierów wartościowych (1993, 1994)
- Morskie prawo handlowe: (zagadnienia wybrane) (1992)
- Spółki prawa handlowego i cywilnego (1992)
- Prawo handlowe (1992)
- Działalność gospodarcza w formie spółki prawa handlowego i cywilnego (1991)
- Spółka jako forma organizacyjnoprawna działalności gospodarczej (1990)
- Prawo obrotu gospodarczego. Cz. 1, Zagadnienia ogólne: prawo handlowe (1990)
- Prawo obrotu gospodarczego. Cz. 2, Prawo przedsiębiorstw (1990)
- Zagadnienia nowelizacyjne morskiego prawa prywatnego międzynarodowego (1989)
- Prawo obrotu gospodarczego. Cz. 1, Zagadnienia ogólne (1987)
- Prawo obrotu gospodarczego. Cz. 2, Prawo przedsiębiorstw (1987)
- Skutki niemożliwości świadczenia według prawa cywilnego (1983)
- Niemożliwość świadczenia w prawie zobowiązań (1981)
- Kodeks spółek handlowych: komentarz (red. nauk., 2001)[4]